# 杨市街道
杨市街道，是中华人民共和国湖北省潜江市下辖的一个乡镇级行政单位。

## 行政区划
杨市街道下辖以下地区：
刘岭社区、鑫阳社区、联兴村、联垸村、黄脑村、周桥村、佘口村、彭埠村、刘岭村、七湾村、十号湖村、金银河村、左场村、刁庙村、代滩村、刘市村、李滩村、新庙村、郧阳村、林科所生活区和种畜场生活区。